# エリザベート・ベルクナー
エリザベート・ベルクナー（エリザベス・バーグナー、Elisabeth Bergner、1897年8月22日 - 1986年5月12日）は、オーストリア出身のイギリスの女優である。主に舞台女優として活動し、ベルリンやパリで活躍した後、ロンドンに移って映画に出演した。代表的な役は、マーガレット・ケネディが彼女のために書いた戯曲『エスケープ・ミー・ネバー』(Escape Me Never)のジェマ・ジョーンズである。同作の1935年の映画化作品でアカデミー主演女優賞にノミネートされた。

## 生涯
オーストリア＝ハンガリー帝国のドロホブィチ（現 ウクライナ領）でエリザベート・エテル(Elisabeth Ettel)として生まれた。彼女は、世俗的ユダヤ人の家庭で育った。幼少期に耳にしたヘブライ語はヨム・キプルやペサハのような宗教関係のものだけで、後にイスラエルを訪れた際に言葉を知らないことを謝罪していた。
14歳で初めて舞台に立ち、1年後にはインスブルックの舞台に出演した。16歳の時にシェイクスピア劇団とともにオーストリアやドイツの地方を巡業した。また、芸術家のモデルも務め、彫刻家ヴィルヘルム・レームブルックは彼女に恋をした。その後、ミュンヘンを経てベルリンに移った。
1923年、"Der Evangelimann"で映画デビューした。ナチズムの台頭により、映画監督のパウル・ツィンナーとともにロンドンに移り、1933年に結婚した。ロンドンでの彼女の舞台作品には、J・M・バリーが彼女のために書いた最後の戯曲である『少年ダビデ』(The Boy David)（1936年）や、マーガレット・ケネディの『エスケープ・ミー・ネバー』(Escape Me Never)などがある。1934年3月26日付の『タイム』紙によると、ベルクナーが主演しツィンナーが監督した映画『カザリン大帝』(Catherine the Great)は、ドイツでは政府の政策により上映禁止になった。
『エスケープ・ミー・ネバー』はロンドンで初演された後、ブロードウェイで上演された。1935年の映画化作品にも出演し、アカデミー主演女優賞にノミネートされた。シェイクスピアの戯曲『お気に召すまま』の1936年の映画化作品にロザリンド役で出演した。この映画は、シェイクスピア劇の初のサウンドフィルム版だった。ベルクナーは以前、ドイツの舞台でこの役を何度も演じていたが、何人かの批評家は、ベルクナーのドイツ語訛りのためにこの映画を楽しむことができなかったと評した。
1943年、『第二の妻』(The Two Mrs. Carrolls)でブロードウェイに復帰し、この作品でドラマリーグから優秀演技賞を受賞した。
1954年にドイツに一時帰国して映画や舞台に出演した。1973年に主演したドイツ映画"Der Fußgänger"（歩行者）は、同年のアカデミー国際長編映画賞にノミネートされ、1974年のゴールデングローブ賞 外国語映画賞を受賞した。1980年にオーストリア科学文化勲章を受章し、1982年にエレオノーラ・ドゥーゼ賞を受賞した。
その後、ロンドンに移り住み、1986年5月12日に88歳で癌により亡くなった。5月15日にゴルダーズ・グリーン火葬場で火葬された。西回廊に楕円形の記念碑が建てられている。

## 『イヴの総て』
『ニューヨーク・タイムズ』紙の作家メアリー・オアの死亡記事によると、ベルクナーはオアに自分のかつての経験を語り、オアはその話を元にして、「イヴ・ハリントン」というキャラクターを主人公とした短編小説"The Wisdom of Eve"（イヴの知恵）を執筆し、1946年に『コスモポリタン』誌に掲載された。この小説を元に、ジョーゼフ・L・マンキーウィッツ監督の映画『イヴの総て』が製作された。このエピソードは、ベルクナーが『第二の妻』(The Two Mrs. Carrolls)という舞台作品に出演していたときのものである。ベルクナーは、劇場の外で何日も立ち尽くしている「まるで浮浪者のような」若い女性を不憫に思い、彼女に付き人としての仕事を与えたが、彼女はベルクナーの女優としての人生を「乗っ取ろう」とした。

## 文学への影響
クラウス・マンの小説『メフィスト』に登場するドーラ・マルティンは、ベルクナーをモデルにしていると言われている。

## 伝記
- Anne Jespersen: Toedliche Wahrheit oder raffinierte Taeuschung. "Die Frauen in den Filmen Elisabeth Bergners" in Michael Omasta, Brigitte Mayr, Christian Cargnelli (eds.): Carl Mayer, Scenarist: Ein Script von ihm war schon ein Film – "A script by Carl Mayer was already a film". Synema, Vienna 2003; ISBN 978-3-901644-10-8 (ドイツ語、英語)

## 出演作品
- The Evangelist (1924) - Magdalena
- ニュウ Husbands or Lovers (1924) - Nju
- The Fiddler of Florence (1926) - Renée
- リーベ Liebe (1927) - Herzogin von Langeais
- Doña Juana (1928) - Doña Juana
- Fräulein Else (1929) - Else Thalhof
- 女の心 Ariane (1931) - Ariane Kusnetzowa
- 夢みる唇 Dreaming Lips (1932) - Gaby
- The Rise of Catherine the Great (1934) - Catherine
- 逃げちゃ嫌よ Escape Me Never (1935) - Gemma Jones
- お気に召すまま As You Like It (1936) - Rosalind
- Dreaming Lips (1937) - Gaby Lawrence
- Stolen Life (1939) - Sylvina Lawrence / Martina Lawrence
- 潜水艦轟沈す 49th Parallel (1941) - Anna（グリニス・ジョンズの代役だが、ベルクナーの出演シーンはカットされている）
- Paris Calling (1941) - Marianne Jannetier
- The Happy Years of the Thorwalds (1962) - Frau Thorwald
- Cry of the Banshee (1970) - Oona
- Strogoff (1970) - Marfa Strogoff
- The Pedestrian (1973) - Frau Lilienthal
- Der Pfingstausflug (1978) - Margarete Johannsen
- High Society Limited (1982) - Else